# Chiapa de Corzo
Chiapa de Corzo è capoluogo dell'omonimo comune, nello stato del Chiapas, Messico. Conta 37 627 abitanti secondo le stime del censimento del 2005 e le sue coordinate sono 16°42'N 93°00'W.

## Storia
Chiapa de Corzo fu fondata il 1º marzo del 1528 dal capitano Diego de Mazariegos con il nome di Villa Real de Chiapa. Il 31 marzo del 1849 si dichiara capitale del Dipartimento e capoluogo del Partido. Il 27 marzo del 1851 si eleva per decreto al rango di Città con il nome di Villa de Chiapa. Il 29 dicembre del 1881, Miguel Utrilla promulga il decreto che aggrega il cognome del liberale Ángel Albino Corzo al nome della città chiamandola definitivamente: Chiapa de Corzo. Dal 1983, in seguito alla divisione del Sistema de Planeación, è ubicata nella regione economica I: CENTRO.